# Orde van de Noorse Leeuw

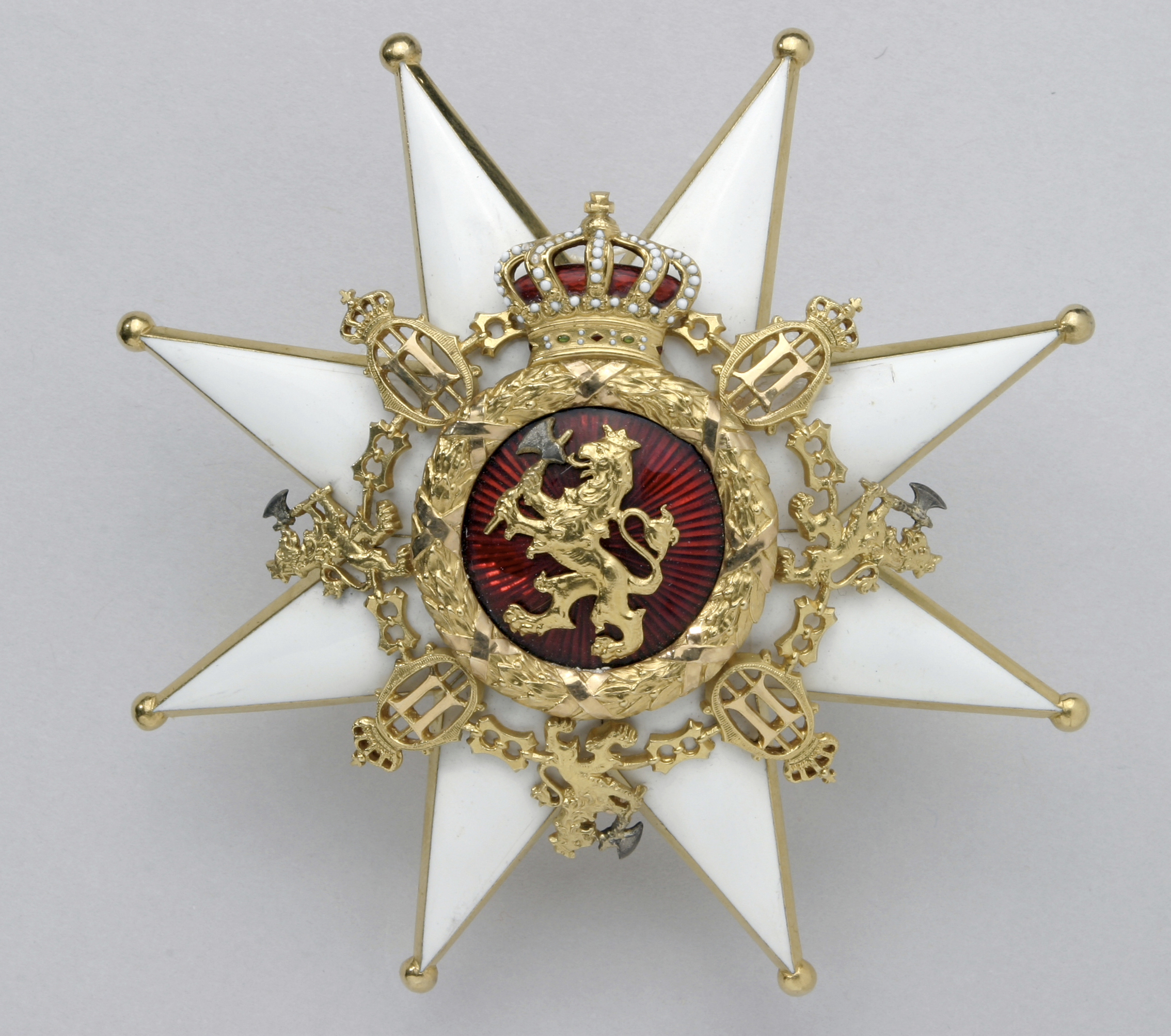
Ster van de Orde van de Noorse Leeuw

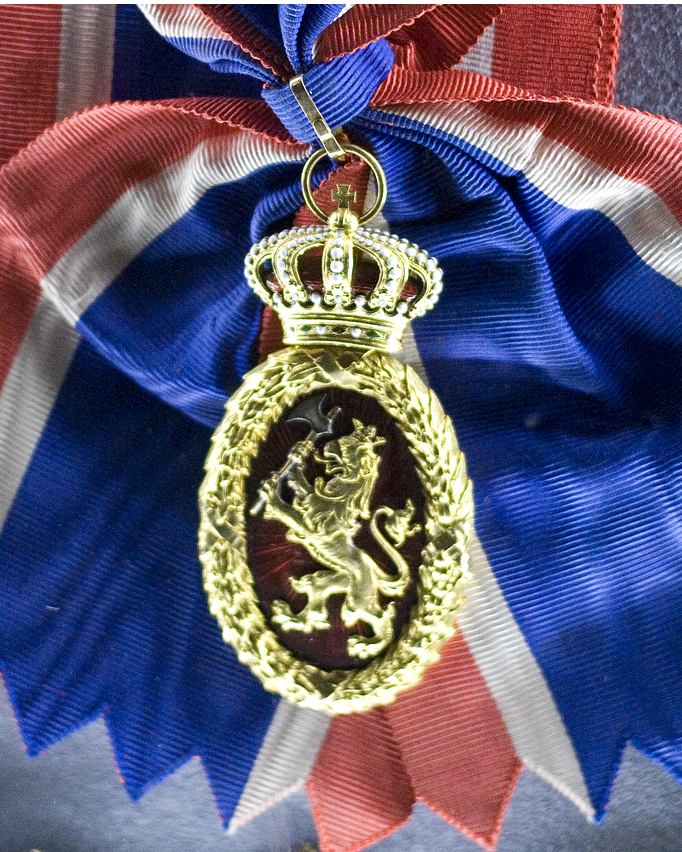
Het Kleinood

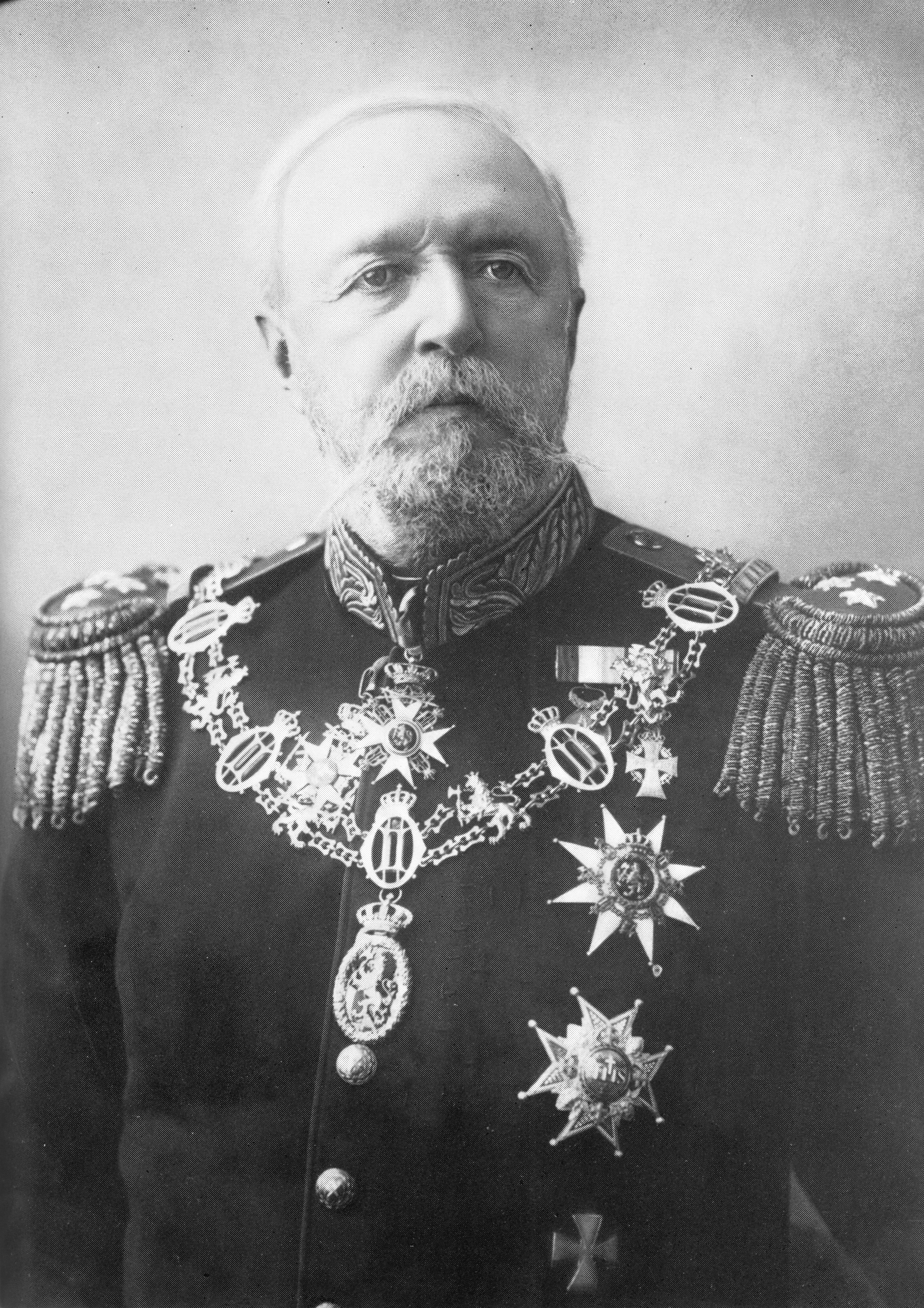
Oscar II van Zweden, de stichter met keten en ster

De Orde van de Noorse Leeuw (Noors: "Den norske løve"), op 21 januari 1904 door Koning Oscar II van Noorwegen en Zweden ingesteld, is een van de zeldzaamste ridderorden ter wereld. Er zijn niet meer dan elf benoemingen geweest die allen in het jaar 1904 plaatsvonden. Daarna leidde de orde een slapend bestaan tot zij op 11 maart 1952 in een niet-gepubliceerd en daarom niet rechtsgeldig Hofbesluit van de Noorse Koning Haakon VII, een "hoffresolusjon", werd afgeschaft. In dat jaar verdween de orde ook uit de Noorse hofalmanak. De Noorse koningen hebben "hun" Orde van de Leeuw nooit gedragen of verleend en in 1973 stierf Koning Gustaaf VI Adolf van Zweden, de laatste van de elf in 1904 benoemde ridders.
De orde moest het Noorse equivalent van de Zweedse Orde van de Serafijnen zijn en werd daarom zeer kostbaar uitgevoerd. Er zouden volgens de statuten niet meer dan 12 ridders mogen zijn. In 1904 benoemde koning Oscar de volgende ridders:
- Z.K.H. Gustaaf, Kroonprins van Zweden en Noorwegen (1858 - 1950) (benoemd op 21 januari 1904)

- Z.K.H. Prins Carl van Zweden en Noorwegen (1861 - 1951) (benoemd op 21 januari 1904)

- Z.K.H. Prins Eugen van Zweden en Noorwegen (1865 - 1947) (benoemd op 21 januari 1904)

- Z.K.H. Prins Gustaf Adolf van Zweden en Noorwegen (1882 - 1973) (benoemd op 21 januari 1904)

- Z.K.H. Prins Wilhelm van Zweden en Noorwegen (1884 - 1965) (benoemd op 21 januari 1904)

- Z.K.H. Prins Erik van Zweden en Noorwegen (1889 - 1918) (benoemd op 21 januari 1904)

- Z.M. Wilhelm II, Keizer van Duitsland en Koning van Pruisen (benoemd op 1859 - 1941) (27 januari 1904)

- Z.M. Franz Joseph I, Keizer van Oostenrijk, Apostolisch Koning van Hongarije (1830 - 1916) (benoemd op 5 april 1904)

- Z.M. Christiaan IX, Koning van Denemarken (1818 - 1906) (benoemd op 10 september 1904)

- Z.E. Émile Loubet, President van de Franse Republiek (1838 - 1929) (benoemd op 1 december 1904)

De Noorse koning, Z.M. Oscar II, Koning van Zweden en Noorwegen (1829 - 1907) (Grootmeester sinds 21 januari 1904) was als Grootmeester het hoofd van de orde en daarmee gerechtigd om de versierselen te dragen.
Hij wordt nergens als Ridder opgevoerd.
De statuten stipuleren dat de erfgenamen van de Noorse kroon ridders in de Orde van de Noorse Leeuw zijn. Zo zou men kunnen stellen dat de Zweedse dynasten de orde in 1905 verloren en dat de Noorse kroonprinsen Haakon, Olaf en Harald op hun beurt rechtens Ridder waren. De achtergrond voor de instelling van deze orde waren de toegenomen spanningen tussen de in personele unie verbonden koninkrijken Zweden en Noorwegen. In het Noorse parlement en in de Noorse pers werd geprotesteerd tegen de achterstelling van de Grootkruisen, al dan niet met keten, van de Orde van Sint-Olaf bij de Ridders van de Serafijnenorde. Door een exclusieve orde te stichten en in de oprichtingsakte van "til Hukommelse af de berømmelige Minder, der knytter sig til Norges ældgamle Rigsvaaben" oftewel "ter herinnering aan de roemvolle daden die met het Noorse wapen verbonden zijn" appelleerde de koning aan het Noorse nationalisme.
Ondanks de goede bedoelingen van de Noors sprekende Zweedse vorst was de instelling van de Orde van de Noorse Leeuw voor het parlement in Christiania aanleiding om over de wenselijkheid van orden en zelfs onafhankelijkheid te debatteren. Met 62 tegen 54 stemmen verwierp de kamer een motie waarin de uitbreiding van het decoratiestelsel werd afgekeurd.
Op 26 oktober 1905 deed Koning Oscar afstand van de Noorse troon. De nieuwe Noorse vorst, Koning Haakon VII, geboren als prins Karel van Denemarken, verklaarde bij het vastleggen van het protocol aan zijn hof op 29 januari 1906 dat "een Ridder van de Noorse Leeuw en een Grootkruis van de Orde van Sint Olaf gelijk in rang zijn".
De twaalf ridders moesten grootkruisen in de Orde van Sint-Olaf zijn en stonden volgens het protocol van het Zweedse hof in rang gelijk aan de "Ridders en Commandeurs van Zijner Majesteits Orden", de titel van de Ridders van de Serafijnen.

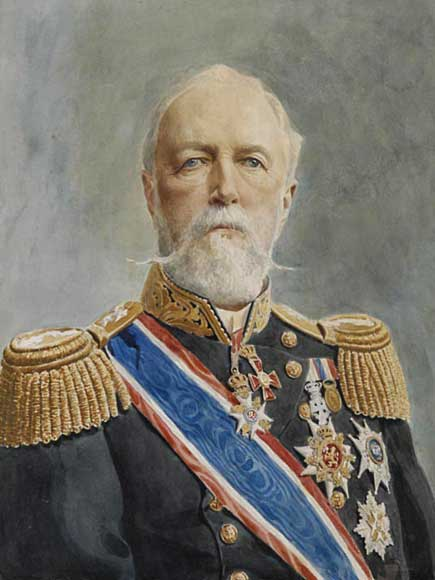
Koning Oscar II met lint en ster van de Orde van de Noorse Leeuw

## De versierselen van de orde
De versierselen van deze voor vorsten gedachte ridderorde waren zeer kostbaar uitgevoerd.
Het kleinood is een ovaal medaillon dat door een Zweedse kroon is gedekt. Op het met gouden lauweren omkranste medaillon is het Noorse wapen afgebeeld. Op de keerzijde staat het motto van de orde "Over Dybet mot Høiden" wat "na de diepe gracht komt de heuvel" betekent. Het medaillon is 9 centimeter hoog en weegt 62 gram.
De ster is een gouden achtpuntige wit geëmailleerde Griekse ster met in het midden een medaillon met de heraldische Noorse Leeuw. Op de acht punten zijn gouden ballen aangebracht. Rond het medaillon is een gouden miniatuurketen met acht schakels bevestigd.

Een ster is 9 centimeter in diameter, gedreven uit 18-karaats goud en weegt 93 gram.
De keten is een 450 gram zware gouden keten met een lengte van iets meer dan een meter. Er zijn twee medaillons; de negen witte monogrammen en de acht gouden Noorse leeuwen.
Het lint is van gewaterde blauwe zijde met een brede rode door twee smalle witte strepen geflankeerde bies.
Er was niet in een mantel of ordekleding voorzien.